# دوم كالان
دوم كالان (بالإنجليزية: Dom Callan)‏ هو مدرب كرة قدم ولاعب كرة قدم بريطاني في مركز ظهير ‏، ولد في 20 سبتمبر 1966 في غلاسكو في المملكة المتحدة. لعب مع نادي دمبرتون.